# Feuerbachs sats

Figur 1.
Den inskrivna och de vidskrivna cirklarna till triangeln gröna, niopukntscirkeln magenta och Feuerbachtriangeln orange. betecknar Feuerbachpunkten och, och niopunktscirkelns tangeringspunkter med de vidskrivna cirklarna. betecknar niopunktscirkelns medelpunkt, den inskrivna cirkelns medelpunkt och medelpunkterna i de tre vidskrivna cirklarna (ligger utanför bildens nederkant).

Feuerbachs sats är en sats inom plangeometrin som säger att niopunktscirkeln till en triangel tangerar triangelns inskrivna cirkel och de tre till triangeln vidskrivna cirklarna (se figur 1). Niopunktscirkelns tangeringspunkt med den inskrivna cirkeln kallas Feuerbachpunkt och den triangel som bildas med de tre tangeringspunkterna mellan de vidskrivna cirklarna och niopunktscirkeln som hörn kallas Feuerbachtriangel. I det fall triangeln är liksidig sammanfaller dock den inskrivna cirkeln  med niopunktscirkeln och någon distinkt Feuerbachpunkt finns ej. Ibland används beteckningen ""Feuerbachpunkter", förutom för den inskrivna cirkelns tangeringspunkt, även för tangeringspunkterna med de vidskrivna cirklarna.
Niopunktscirkelns medelpunkt är kollinjär dels med den inskrivna cirkelns medelpunkt och Feuerbachpunkten och dels med de tre vidskrivna cirklarnas medelpunkter var för sig och med tangeringspunkterna med respektive cirkel (i figur 1 ligger {\displaystyle N}, {\displaystyle I} och {\displaystyle F} på samma linje, medan, exempelvis {\displaystyle N}, {\displaystyle R} och {\displaystyle E_{a}} ligger på en annan linje).
Satsen, punkten (eller punkterna) och triangeln har fått sina namn efter den tyske matematikern Karl Wilhelm Feuerbach som 1822 publicerade sina fynd i Eigenschaften einiger merkwürdigen Punkte des geradlinigen Dreiecks und mehrerer durch sie bestimmten Linien und Figuren.

## Härledning

Figur 2.
.

Om en sida begränsas av två lika hörnvinlar är de båda övriga sidorna lika långa och triangeln är således likbent eller liksidig. Om triangeln är liksidig tangerar den inskrivna cirkeln alla tre sidorna i deras mittpunkter genom vilka niopunktscirkeln går och den inskrivna cirkeln sammanfaller då med niopunktscirkeln. De vidskrivna cirklarna tangerar också sidorna i deras mittpunkter och tangerar således niopunktscirkeln i dessa. I fallet att triangeln är likbent (ej liksidig) gäller att bisektrisen till sidans motstående hörnvinkel skär sidan i dess mittpunkt och bisektrisen sammanfaller med medianen på vilken triangelns tyngdpunkt ligger. Bisektrisen skär sidan i rät vinkel och sammanfaller således med triangelns höjd till sidan och på höjden ligger triangelns ortocentrum. Bisektrisen är också mittpunktsnormal till sidan vilket innebär att även den omskrivna cirkelns medelpunkt ligger på bisektrisen. Vidare sammanfaller bisektrisen även med medianen på vilken triangelns tyngdpunkt ligger. Då alla dessa punkter ligger på triangelns Eulerlinje, sammanfaller bisektrisen med Eulerlinjen på vilken även niopunktscirkelns medelpunkt ligger. Således är den inskrivna cirkelns, den omskrivna cirkelns och niopunktscirkelns medelpunkter kollinjära och alla tre cirklarna tangerar därför sidan i dess mittpunkt. För sidor som inte begränsas av två lika vinklar visas satsens giltighet enligt nedan.
Betrakta figur 2 i vilken triangeln {\displaystyle \triangle ABC} (samma som i figur 1), dess inskrivna cirkel med medelpunkt i {\displaystyle I} och en av dess vidskrivna cirklar med medelpunkt i {\displaystyle E_{a}} avbildats. Därtill har mediantriangeln som förbinder de tre mittpunkterna ({\displaystyle M_{AB}}, {\displaystyle M_{AC}} och {\displaystyle M_{BC}}) på triangelns sidor samt den fjärde linje, {\displaystyle {\overline {B_{1}C_{1}}}} som tangerar både den inskrivna cirkeln och den vidskrivna cirkeln ritats ut. Den blå cirkeln, här för enkelhets skull kallad {\displaystyle \omega }, har sträckan mellan de båda tangeringspunkterna {\displaystyle D_{B}} och {\displaystyle D_{C}} till sidan {\displaystyle {\overline {BC}}} som diameter. Då {\displaystyle |{\overline {CD_{C}}}|=|{\overline {BD_{B}}}|} (se artikeln Tangeringspunkterna för in- och vidskrivna cirklar) är 
{\displaystyle |{\overline {M_{BC}D_{C}}}|=|{\overline {M_{BC}C}}|-|{\overline {CD_{C}}}|=|{\overline {M_{BC}B}}|-|{\overline {BD_{B}}}|=|{\overline {M_{BC}D_{B}}}|}
varför {\displaystyle M_{BC}} således är medelpunkt i {\displaystyle \omega }. Denna cirkels radie är (se artikeln Tangeringspunkterna för in- och vidskrivna cirklar)
{\displaystyle r_{\omega }={\frac {|{\overline {D_{B}D_{C}}}|}{2}}={\frac {|a-2\cdot (s-c)|}{2}}={\frac {|a-a-b-c+2\cdot c|}{2}}={\frac {|c-b|}{2}}={\frac {|b-c|}{2}}}, där {\displaystyle a=|{\overline {BC}}|}, {\displaystyle b=|{\overline {AC}}|} och {\displaystyle c=|{\overline {AB}}|}
Eftersom vinkeln {\displaystyle \angle M_{BC}D_{B}E_{a}} är rät är {\displaystyle \omega } och den vidskrivna cirkeln ortogonala och eftersom vinkeln {\displaystyle \angle M_{BC}D_{C}I} är rät är även {\displaystyle \omega } och den inskrivna cirkeln ortogonala. Den vidskrivna och den inskrivna cirkeln avbildas sålunda på sig själva vid inversion i {\displaystyle \omega }. Eftersom {\displaystyle M_{BC}} är mittpunkt på triangelsidan {\displaystyle {\overline {BC}}} (och således ligger på niopunktscirkeln) och medelpunkt till {\displaystyle \omega }, avbildas niopunktscirkeln på en rät linje vid inversion i {\displaystyle \omega } (då cirklar genom inversionscirkelns medelpunkt avbildas på räta linjer) och på denna linje ligger sålunda även inversionerna av {\displaystyle M_{AB}} och {\displaystyle M_{AC}}. Om niopunktscirkeln tangerar både den vidskrivna och inskrivna cirkeln, vilket Feuerbachs sats säger, men som inte visats än, måste dess inversion tangera inversionerna av dessa två cirklar, vilket innebär att den linje som utgör niopunktscirkelns inversion i sådant fall sammanfaller med linjen {\displaystyle {\overline {B_{1}C_{1}}}}. Om niopunktscirkeln avbildas på linjen {\displaystyle {\overline {B_{1}C_{1}}}} vid inversion i {\displaystyle \omega }, måste således {\displaystyle M_{AB}} och {\displaystyle M_{AC}} avbildas i skärningspunkterna mellan {\displaystyle {\overline {B_{1}C_{1}}}} och {\displaystyle {\overline {M_{AB}M_{BC}}}} respektive {\displaystyle {\overline {M_{AC}M_{BC}}}}, i figuren kallade {\displaystyle X} respektive {\displaystyle Y}.
Skärningspunkten {\displaystyle S} mellan {\displaystyle {\overline {BC}}} och {\displaystyle {\overline {B_{1}C_{1}}}} ligger på bisektrisen till {\displaystyle \angle BAC} och således delar {\displaystyle S} enligt bisektrissatsen {\displaystyle {\overline {BC}}} i proportionerna {\displaystyle {\frac {|{\overline {BS}}|}{|{\overline {SC}}|}}={\frac {c}{b}}}, vilket ger:
{\displaystyle a=|{\overline {BS}}|+|{\overline {SC}}|={\frac {c\cdot |{\overline {SC}}|}{b}}+|{\overline {SC}}|={\frac {c\cdot |{\overline {SC}}|}{b}}+{\frac {b\cdot |{\overline {SC}}|}{b}}={\frac {(c+b)\cdot |{\overline {SC}}|}{b}}\Rightarrow |{\overline {SC}}|={\frac {a\cdot b}{c+b}}}
och på motsvarande sätt fås:
{\displaystyle a=|{\overline {BS}}|+|{\overline {SC}}|=|{\overline {BS}}|+{\frac {b\cdot |{\overline {BS}}|}{c}}={\frac {(c+b)\cdot |{\overline {BS}}|}{c}}\Rightarrow |{\overline {BS}}|={\frac {a\cdot c}{c+b}}}
vilka tillsammans ger:
om {\displaystyle BS>SC:\quad |{\overline {BM_{BC}}}|=|{\overline {CM_{BC}}}|\Rightarrow |{\overline {BS}}|-|{\overline {SM_{BC}}}|=|{\overline {SC}}|+|{\overline {SM_{BC}}}|\Leftrightarrow |{\overline {SM_{BC}}}|={\frac {||{\overline {BS}}|-|{\overline {SC}}||}{2}}={\frac {a\cdot |b-c|}{2\cdot (b+c)}}}
om {\displaystyle SC>BS:\quad |{\overline {BM_{BC}}}|=|{\overline {CM_{BC}}}|\Rightarrow |{\overline {SC}}|-|{\overline {SM_{BC}}}|=|{\overline {BS}}|+|{\overline {SM_{BC}}}|\Leftrightarrow |{\overline {SM_{BC}}}|={\frac {||{\overline {BS}}|-|{\overline {SC}}||}{2}}={\frac {a\cdot |b-c|}{2\cdot (b+c)}}}
(om {\displaystyle SC=BS} är triangeln likbent eller liksidig, vilket redan behandlats ovan.)
Eftersom {\displaystyle {\overline {M_{AC}M_{BC}}}} är parallell med {\displaystyle {\overline {AB}}} (men bara hälften så lång) och därmed med {\displaystyle {\overline {C_{1}B}}} är {\displaystyle \triangle SYM_{BC}} likformig med {\displaystyle \triangle SC_{1}B} och då {\displaystyle {\overline {M_{AB}M_{BC}}}} är parallell med {\displaystyle {\overline {AC}}} (och {\displaystyle {\overline {CB_{1}}}}) är {\displaystyle \triangle SXM_{BC}} likformig med {\displaystyle \triangle SCB_{1}} och {\displaystyle \triangle SC_{1}B} (eftersom {\displaystyle \triangle SC_{1}B} och {\displaystyle \triangle SCB_{1}} är kongruenta). Då {\displaystyle |{\overline {BC_{1}}}|=|{\overline {CB_{1}}}|=|b-c|} får vi att
{\displaystyle {\frac {|{\overline {M_{BC}Y}}|}{|b-c|}}={\frac {|{\overline {M_{BC}Y}}|}{|{\overline {BC_{1}}}|}}={\frac {|{\overline {SM_{BC}}}|}{|{\overline {BS}}|}}={\frac {a\cdot |b-c|}{2\cdot (b+c)}}\cdot {\frac {c+b}{a\cdot c}}={\frac {|b-c|}{2\cdot c}}\Rightarrow |{\overline {M_{BC}Y}}|={\frac {(b-c)^{2}}{2\cdot c}}} och
{\displaystyle {\frac {|{\overline {M_{BC}X}}|}{|b-c|}}={\frac {|{\overline {M_{BC}X}}|}{|{\overline {B_{1}C}}|}}={\frac {|{\overline {SM_{BC}}}|}{|{\overline {SC}}|}}={\frac {a\cdot |b-c|}{2\cdot (b+c)}}\cdot {\frac {c+b}{a\cdot b}}={\frac {|b-c|}{2\cdot b}}\Rightarrow |{\overline {M_{BC}X}}|={\frac {(b-c)^{2}}{2\cdot b}}}
Och, då {\displaystyle |{\overline {M_{BC}M_{AC}}}|={\frac {c}{2}}} och {\displaystyle |{\overline {M_{BC}M_{AB}}}|={\frac {b}{2}}} (avståndet mellan mittpunkterna på två triangelsidor är ju hälften av den tredje triangelsidans längd) fås:
{\displaystyle |{\overline {M_{BC}M_{AC}}}|\cdot |{\overline {M_{BC}Y}}|={\frac {c}{2}}\cdot {\frac {(b-c)^{2}}{2\cdot c}}=\left({\frac {b-c}{2}}\right)^{2}=r_{\omega }^{2}} och
{\displaystyle |{\overline {M_{BC}M_{AB}}}|\cdot |{\overline {M_{BC}X}}|={\frac {b}{2}}\cdot {\frac {(b-c)^{2}}{2\cdot b}}=\left({\frac {b-c}{2}}\right)^{2}=r_{\omega }^{2}}
varvid det visats att {\displaystyle M_{AC}} avbildas på {\displaystyle Y} och att {\displaystyle M_{AB}} avbildas på {\displaystyle X} vid inversion i {\displaystyle \omega }. Detta innebär att, då dessa båda punkter ligger på niopunktscirkeln till triangeln, deras inversioner ligger på den räta linje som går genom {\displaystyle Y}, {\displaystyle X}, {\displaystyle S} och de båda tangeringspunkterna med den in- och vidskrivna cirkeln – sålunda tangerar niopunktscirkeln såväl den inskrivna som den vidskrivna cirkeln.
Att niopunktscirkeln även tangerar de båda andra vidskrivna cirklarna är trivialt, eftersom härledningen är generell.